# Rutana
Rutana est une commune située dans la province de Rutana, dans la région méridionale du Burundi, et plus précisément dans la partie occidentale du mont Gikizi. Rutana a une superficie de 255,31 km2, soit 13 % de la superficie de la province et 0,91 % de celle du pays.
Elle est limitée :   
- au Nord, par la commune de Buraza ;
- au Sud-Ouest, par la commune de Gitanga ;
- au Sud, par la commune de Bukemba ;
- au Sud-Est, par la commune de Mpinga- Kayove ;
- à l’Est, par les communes de Giharo et de Musongati ;
- à l’Ouest, par la commune de Rutovu.

À quelques kilomètres de Rutana, on trouve l'usine de la Sosumo, société d'État d'industrie sucrière du Moso.

## Religion
Rutana est le siège d'un évêché catholique, créé le 17 janvier 2009.

## Galerie

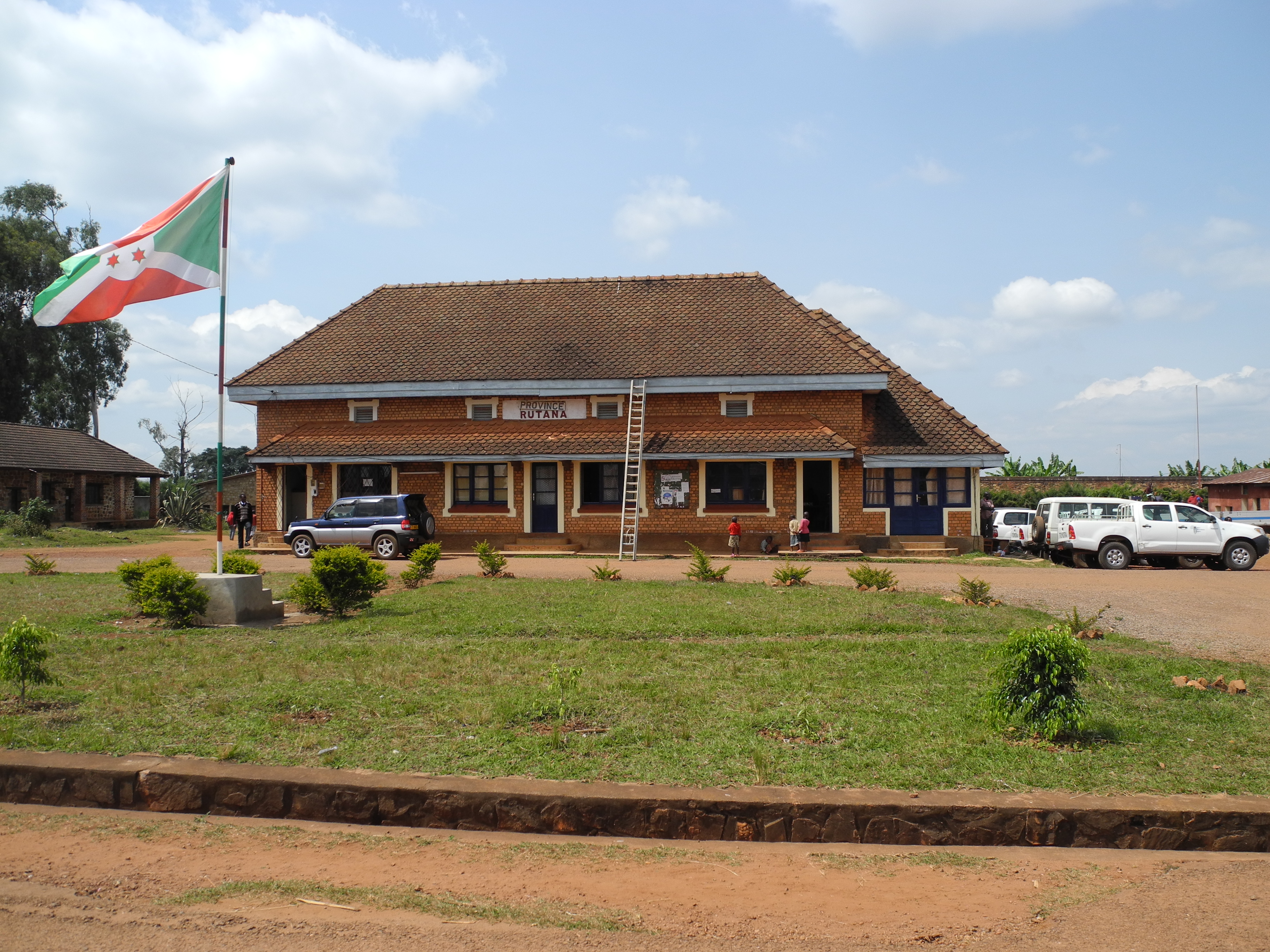
Bureaux administratifs de la province de Rutana
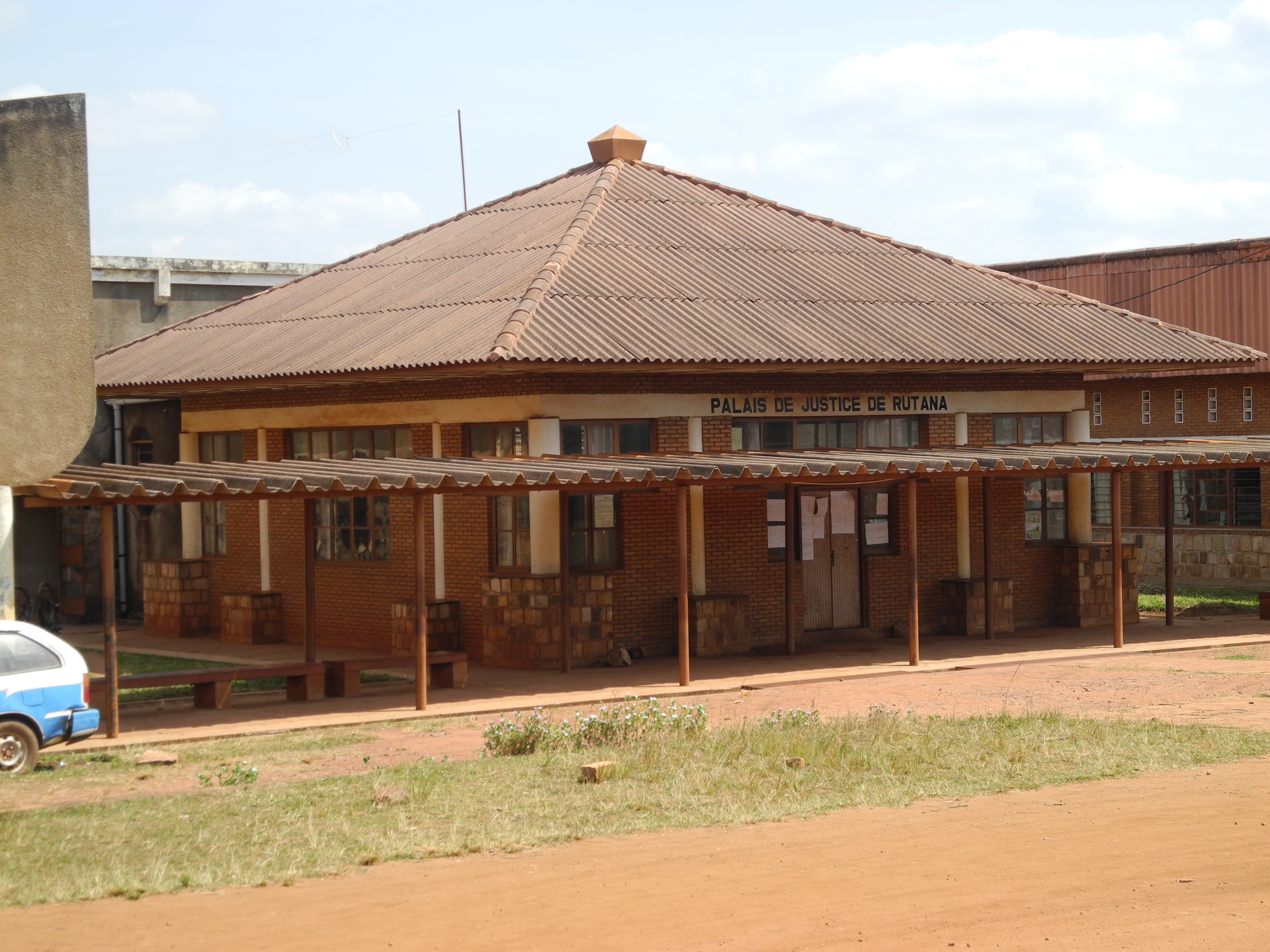
Palais de justice de Rutana
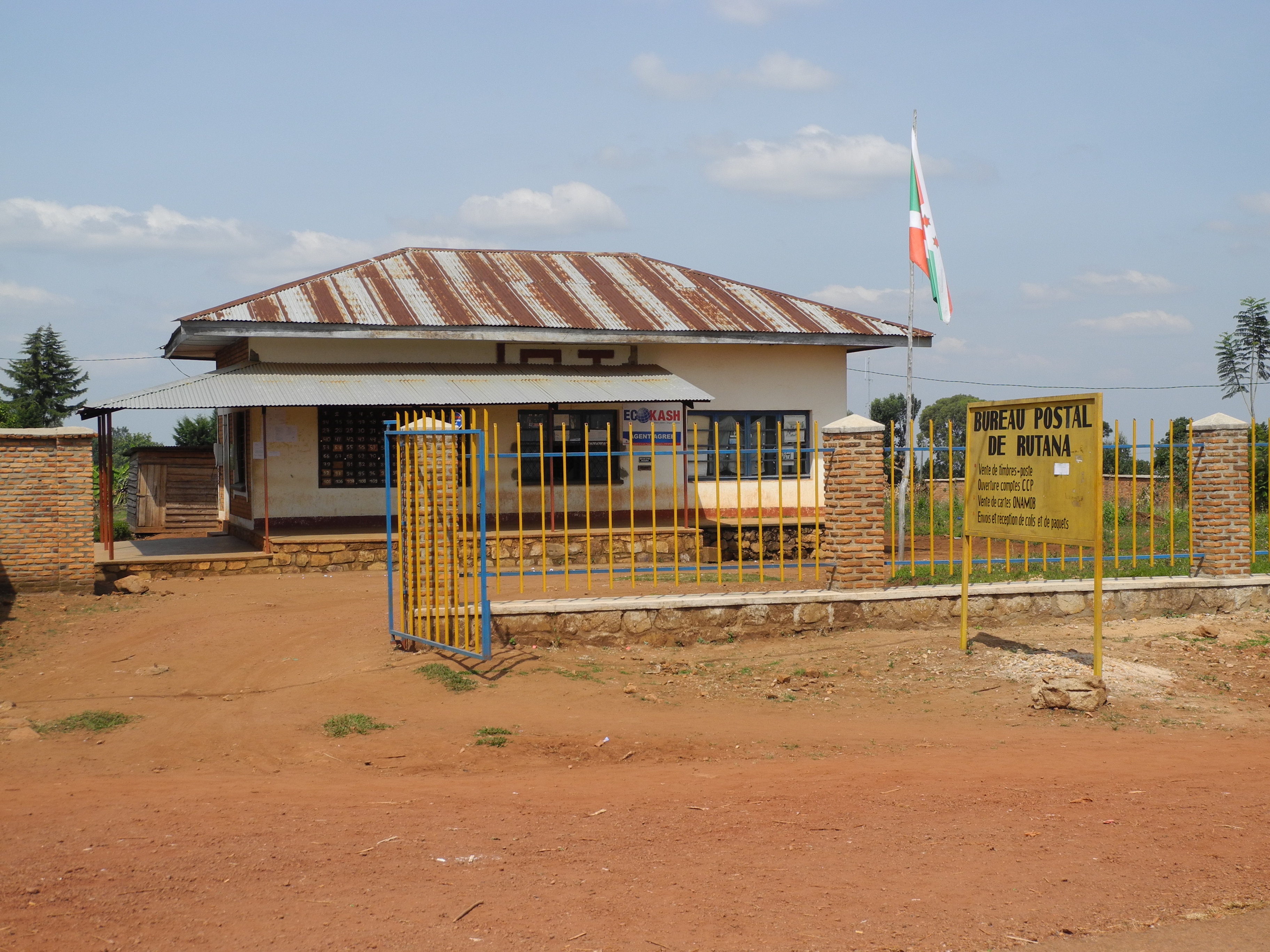
Bureau postal de Rutana